# Santuario Nagata
Il santuario Nagata (長田神社?, Nagata-jinja) è un santuario shintoista a Kōbe, Giappone.
Come vuole il Nihongi, il santuario fu fondato dall'imperatrice Jingū all'inizio del III secolo insieme ai santuari di Hirota, dedicato ad Amaterasu, Sumiyoshi e Ikuta, dedicato al dio (kami) Wakahirume.